# Ugo Fontana (calciatore)
Ugo Fontana (14 dicembre 1898 – ...) è stato un calciatore svizzero, di ruolo attaccante.

## Carriera

### Club
Ha sempre giocato nel campionato svizzero.

### Nazionale
Con la maglia della Nazionale scese in campo tre volte, tutte nel 1921.